# DESIRE (LUNA SEAの曲)
「DESIRE」（ディザイア）は、LUNA SEAの6枚目のシングル。1995年11月13日発売。初回限定盤はプラケース入り。

## 解説
バンドの初東京ドーム公演「LUNATIC TOKYO」の直前にリリースされた。
発売当時SUGIZOは「LUNA SEAは攻撃的なバンドだという確固たる姿勢を打ち出したかった」と雑誌で語っている。

## 収録曲
全作詞･作曲･編曲：LUNA SEA
1. DESIRE
SUGIZO原曲。それまでのLUNA SEAの楽曲には見られなかった情熱的なラブソング[1]。
2. LUV U
INORAN原曲。
のちに5thアルバム『STYLE』にも、アルバムミックスで収録されている。

## 収録アルバム
- DESIRE
  - STYLE
  - SINGLES
  - NEVER SOLD OUT
  - LUNA SEA COMPLETE BEST
  - LUNA SEA 3D IN LOS ANGELES
  - LUNA SEA COMPLETE BEST -ASIA LIMITED EDITION-
  - LUNA SEA 25th Anniversary Ultimate Best -THE ONE-
- LUV U
  - STYLE
  - SINGLES
  - NEVER SOLD OUT 2